# 美溪林业局
美溪林业局是一个位于中华人民共和国黑龙江省伊春市伊美区的类似乡级单位，亦是黑龙江伊春森工集团所属的一个林业局。
美溪林业局位于小兴安岭南麓，林业施业面积为225139公顷。

## 行政区划
美溪林业局下辖以下单位：
对青山经营所、群峦经营所、兰新经营所、顺利河林场、松岭经营所、青山口林场、金沙河林场、桦皮羌子林场、碧仓库林场、三股流经营所和卧龙河林场。